# Eemsmond
Eemsmond – gmina w północno-wschodniej Holandii w prowincji Groningen. Siedzibą władz gminy jest Uithuizen.

## Miejscowości
Breede, Doodstil, Eemshaven, Eppenhuizen, Hefswal, Helwerd, Heuvelderĳ, Holwinde, Kantens, Katershorn, De Knĳp, Koningsoord, ’t Lage van de weg, Noordpolderzĳl, Oldenzĳl, Oldorp, Oosteinde, Oosternieland, Oudeschip, Paapstil, Roodeschool, Rottum, Startenhuizen, Stitswerd, De Streek, Uithuizen, Uithuizermeeden, Usquert, Valom, Wadwerd, Warffum, Westerhorn, Zandeweer i Zevenhuizen.

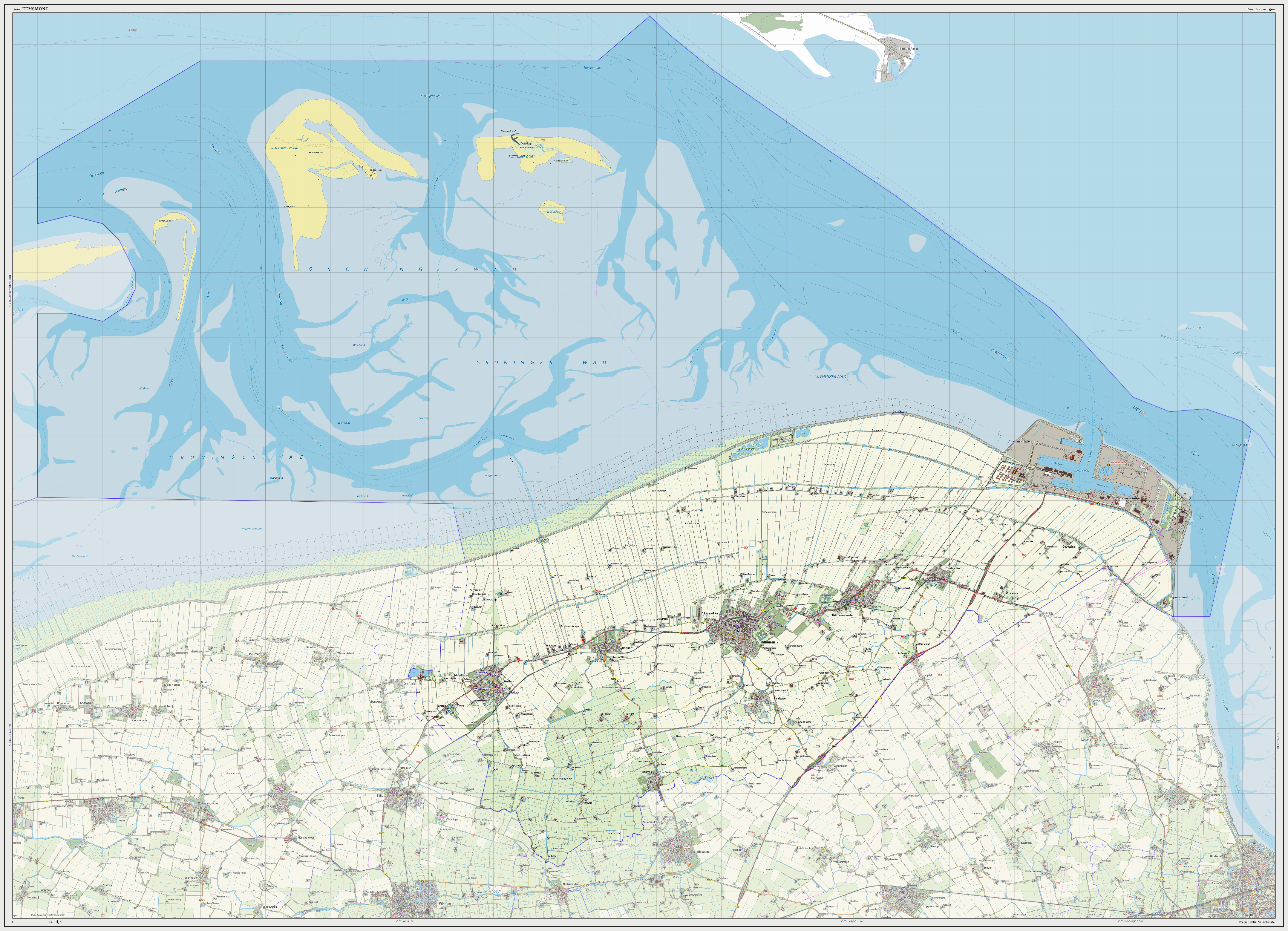
mapa topograficzna (2013)